# Погба, Поль
Поль Лаби́ль Погба́ (фр. Paul Labile Pogba; родился 15 марта 1993 года, Ланьи-сюр-Марн) — французский футболист, центральный полузащитник клуба «Монако». Чемпион мира 2018 года.
Погба начал свою футбольную карьеру в любительских клубах Парижа «Руасси-ан-Бри» и «Торси» перед тем, как в 2007 году он присоединился к профессиональному клубу «Гавр». За этот клуб Поль выступал в течение двух лет, после чего перешёл в «Манчестер Юнайтед». После трёх лет, проведённых за «красных дьяволов», за которые он провёл 7 матчей за основную команду, в июле 2012 года стал игроком «Ювентуса» на правах свободного агента. В составе «Старой синьоры» Поль стал обладателем четырёх чемпионских титулов Серии А, два раза выиграл Кубок Италии, три — Суперкубок Италии, а также стал финалистом Лиги чемпионов УЕФА в 2015 году, первом для «Ювентуса» финале данного турнира за 12 лет. В августе 2016 года Погба вернулся в «Юнайтед». За его трансфер из «Ювентуса» «Манчестер Юнайтед» заплатил 105 млн евро (89,3 млн фунтов), что сделало Погба самым дорогим футболистом в мире на тот момент. В составе «красных дьяволов» Погба стал обладателем Кубка Английской футбольной лиги и Лиги Европы.
В 2013 году стал обладателем награды Golden Boy. В январе 2014 года Погба был включён газетой The Guardian в десятку самых перспективных молодых футболистов Европы. В том же году француз стал обладателем Трофея «Браво». В январе 2016 года Погба был включён в состав символической «команды года» по версии УЕФА, а также в сборную 2015 года по версии FIFPro.
На международном уровне Погба был капитаном сборной Франции на чемпионате мира по футболу среди игроков до 19 лет. В 2013 году Погба дебютировал за основную национальную команду. В 2014 году был включён в состав сборной на чемпионат мира, где за свои выступления был признан лучшим молодым игроком турнира. Принял участие на домашнем чемпионате Европы 2016 года, где французская сборная заняла второе место, уступив в финале сборной Португалии. Чемпионат мира 2018 года стал для сборной Франции победным, а сам Погба отличился забитым мячом в финальном матче против сборной Хорватии.
29 февраля 2024 года Погба был дисквалифицирован за применение допинга на четыре года, однако 4 октября 2024 года срок дисквалификации был сокращён до 18 месяцев.

## Клубная карьера

### Ранние годы
Поль начал свою футбольную карьеру в 6 лет, играя в школе клуба «Руасси-ан-Бри», находившейся в паре миль от его родного городка. Отыграв там семь сезонов, он присоединился к «Торси», где провёл один сезон, причём играл он в качестве капитана. Позднее его заметили скауты клуба «Гавр», и в 2007 году Погба перешёл в этот клуб. Его выступления за молодёжные составы «Гавра» привлекли внимание ведущих команды Европы — английских «Арсенала» и «Ливерпуля», а также итальянского клуба «Ювентус».

### «Манчестер Юнайтед» (2009—2012)
«Игрок [Погба] отказался оставаться в клубе, потому что «Манчестер Юнайтед» предложил большую сумму денег родителям игрока с целью оформления трансфера их сына»
6 октября 2009 года Погба анонсировал свой переход в академию «Манчестер Юнайтед». По заявлениям представителей «Гавра» «Манчестер Юнайтед» предложил игроку запрещённые бонусы за переход в свою молодёжную академию, что нарушало правила трансферной политики в отношении несовершеннолетних игроков. 1 августа «Гавр» опубликовал официальное заявление по этому поводу. Французский клуб также объявил о намерении подать жалобу на «Манчестер Юнайтед» в ФИФА. По словам президента «Гавра» Жан-Пьера Лувеля, Семья Погба от его перехода в «Юнайтед» получила 87 тысяч фунтов и жилой дом, но сам игрок отрицал эти обвинения, утверждая, что он покинул «Гавр» не из-за денежных соображений.
В ответ на обвинения «Гавра», «Манчестер Юнайтед» угрожал подать на французский клуб иск о клевете. 7 октября ФИФА полностью оправдала «Манчестер Юнайтед» по делу Погба и отклонила жалобы «Гавра», так как игрок не был связан контрактными обязательствами с французским клубом. Несмотря на возможность обжалования этого решения, клубы урегулировали все возникшие вопросы и достигли соглашения относительно трансфера Погба, о чём было официально объявлено 18 июня 2010 года.
Впервые Поль сыграл за «Юнайтед» в матче юношеской команды (до 18 лет) против «Кру Александра». Дебют для молодого француза оказался не очень удачным: его команда проиграла со счётом 2:1. В ноябре 2010 года Погба получил вызов в резервную команду клуба, за которую дебютировал 2 ноября 2010 года матче против «Болтон Уондерерс», который завершился победой для манчестерского клуба со счётом 3:1. После этого Поль успешно выступал в составе академии «Юнайтед», выходя на поле с первых минут и нередко забивая голы.
19 февраля 2011 года Погба и ещё 3 игрока клубной академии были включены главным тренером «Манчестер Юнайтед» сэром Алексом Фергюсоном в заявку на матч 5 раунда Кубка Англии против «Кроули Таун». Перед игрой Поль получил футболку с номером «42». В этом матче он так и не вышел на поле, проведя всю игру на скамейке запасных. Его дебют в основном составе «Юнайтед» состоялся 20 сентября 2011 года в матче Кубка Футбольной лиги против «Лидс Юнайтед», в котором Погба вышел на замену Райану Гиггзу во втором тайме. 25 октября Поль провёл свою вторую игру за «Юнайтед» в матче 4 раунда Кубка Футбольной лиги против «Олдершот Таун». 31 января 2012 года Поль дебютировал за «Юнайтед» в Премьер-лиге в матче против «Сток Сити», выйдя на замену Хавьеру Эрнандесу. 11 марта Погба провёл свой второй матч в Премьер-лиге, заменив Пола Скоулза в игре против клуба «Вест Бромвич Альбион». 3 июля 2012 года главный тренер «Манчестер Юнайтед» сэр Алекс Фергюсон сообщил, что Погба больше не является игроком «красных дьяволов» в связи с истечением своего контракта и нежеланием подписывать новое соглашение с клубом.

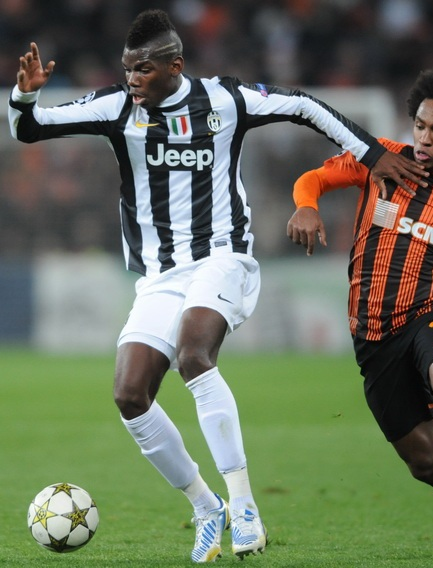
Погба в матче Лиги чемпионов против донецкого «Шахтёра» в 2012 году

### «Ювентус» (2012—2016)
27 июля 2012 года Погба прошёл медобследование в «Ювентусе», а 3 августа подписал с итальянским клубом четырёхлетний контракт. Француз дебютировал за новый клуб ещё до подписания контракта, 1 августа, в товарищеской игре против «Бенфики», выйдя на замену на 78-й минуте вместо Андреа Пирло. В официальных матчах за «Ювентус» Поль дебютировал 22 сентября 2012 года в матче Серии А, выйдя в стартовом составе против «Кьево». 2 октября Погба дебютировал в Лиге чемпионов, выйдя на замену Артуро Видалю в матче против «Шахтёра». 20 октября 2012 года француз забил свой первый гол за «бьянконери», выйдя на замену в игре против «Наполи»; матч закончился победой «Юве» со счётом 2:0. 31 октября, в конце матча против «Болоньи», Поль забил победный мяч и принёс «Ювентусу» три очка. Французский полузащитник впоследствии получил высокую оценку за его выступление в матче от нескольких итальянских СМИ, таких как La Repubblica, Il Messaggero и La Gazzetta dello Sport. 19 января 2013 года Погба впервые отличился «дублем», забив в домашнем матче против «Удинезе» два эффектных гола: один он забил в конце первого тайма, пробив приблизительно с 30 метров под перекладину, другой — в середине второго, бильярдным ударом с 23 метров идеально точно послав мяч в дальний угол. 5 мая Поль был удалён в матче против «Палермо». По итогам сезона 2012/13 Погба стал вторым игроком в истории «Ювентуса», забившим 5 и более мячей в Серии A в возрасте 19 лет (первым был Алессандро Дель Пьеро).
18 августа 2013 года, выйдя на замену Клаудио Маркизио в матче Суперкубка Италии против «Лацио», Погба отметился голом и голевой передачей на Карлоса Тевеса. «Ювентус» одержал победу в Суперкубке со счётом 4:0, а Погба был признан лучшим игроком матча. В декабре 2013 года Погба стал обладателем награды Golden Boy. В январе 2014 года Погба был включён газетой The Guardian в десятку самых перспективных молодых футболистов Европы. 20 февраля Погба забил свой первый гол в Лиге Европы в матче против «Трабзонспора», в котором «Ювентус» победил со счётом 2:0. 14 апреля Погба отдал голевую передачу в победном матче «Ювентуса» против «Удинезе». Погба стал одним из ключевых игроков «Ювентуса» в сезоне 2013/14, завоевав место в стартовом составе и сыграв 51 матч во всех турнирах (больше, чем любой другой игрок Ювентуса в этом сезоне), отличившись в них девятью забитыми мячами. Вместе с Ювентусом под управлением Антонио Конте Поль во второй раз подряд стал чемпионом Италии и добрался до полуфинала Лиги Европы. В сезоне 2014/15 «Ювентус» возглавил Массимилиано Аллегри. 20 сентября 2014 года в принципиальной игре «Ювентуса» против «Милана» Погба отдал голевую передачу на Карлоса Тевеса, который забил единственный мяч, ставший победным. 18 октября Погба спас «Ювентус» от поражения в матче против «Сассуоло», забив решающий мяч и сравняв счёт; впоследствии его признали «игроком матча». 24 октября 2014 года Погба продлил свой контракт с «Ювентусом» до 2019 года. 28 октября Погба был назван одним из 23 кандидатов на «Золотой мяч» 2014 года, став самым молодым игроком в этом списке (на тот момент ему был всего 21 год). В 2014 году Погба стал обладателем трофея «Браво».

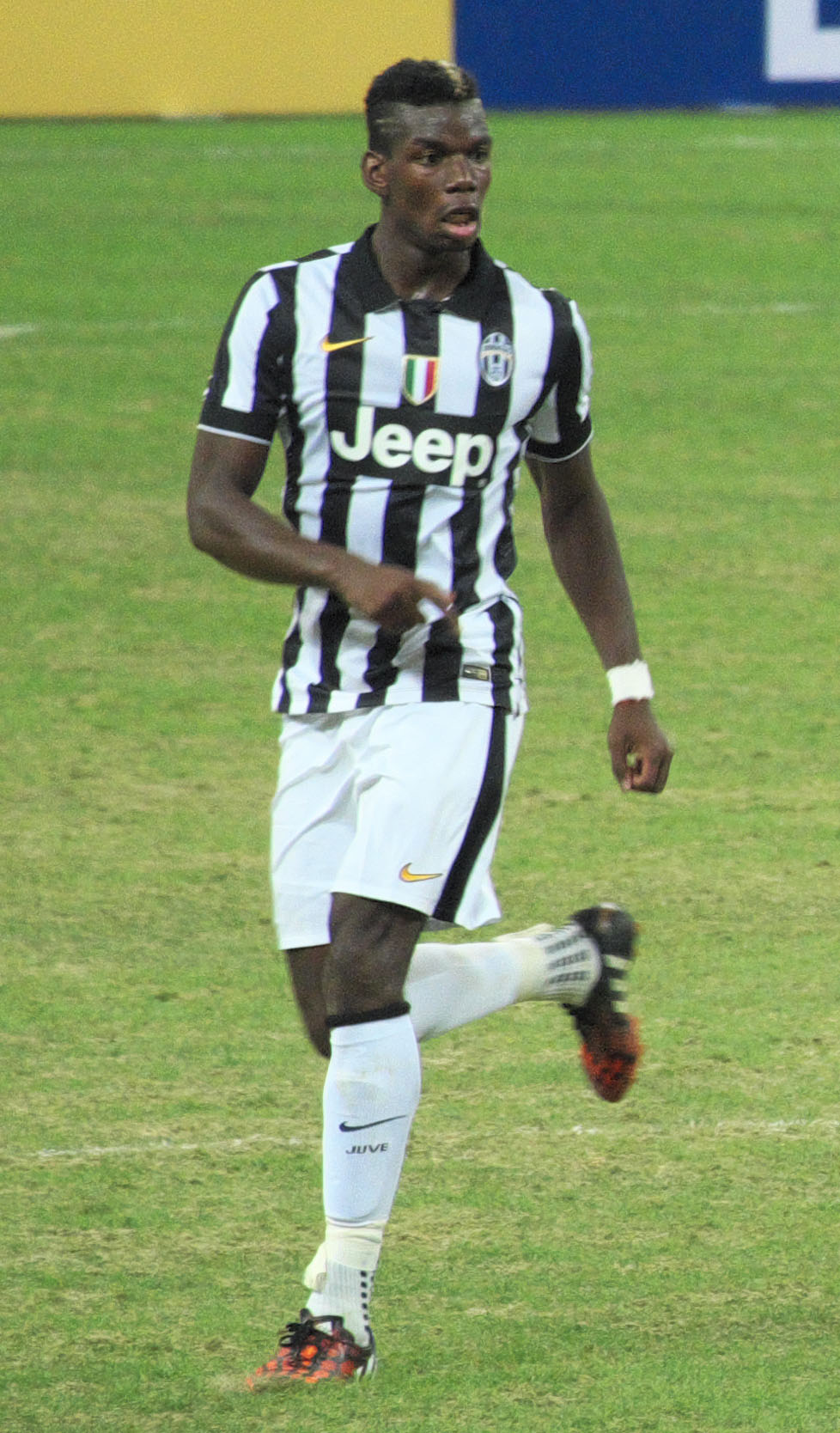
Поль Погба в составе «бьянконери» в 2014 году

15 января 2015 года в матче против «Вероны» Погба забил свой первый мяч в Кубке Италии. В матче Лиги чемпионов против дортмундской «Боруссии» Погба получил травму подколенного сухожилия, выбыв на два месяца. 9 мая Поль вернулся в состав и отличился забитым мячом в матче против «Кальяри», позволив «Ювентусу» выиграть свой четвёртый подряд чемпионский титул Серии А с 2012 года. 13 мая Погба отдал голевую передачу на Альваро Морату в матче против мадридского «Реала»; гол, забитый испанцем, позволил «Ювентусу» выйти в финал Лиги чемпионов впервые за последние 12 лет, так как «бьянконери» обыграли «сливочных» по совокупности двух матчей. 6 июня 2015 года Погба вышел в стартовом составе туринского клуба в финале Лиги чемпионов против «Барселоны», но «Ювентус» уступил каталонскому клубу со счётом 1:3.
15 июля 2015 года Погба был включён в список кандидатов на звание «лучшего игрока Европы 2015 года». В сезоне 2015/16 Погба сменил свой номер на «десятку», освободившуюся после ухода Карлоса Тевеса, ранее носившего футболку с данным номером. 12 августа было объявлено, что Поль занял десятое место в номинации на звание «лучшего игрока Европы». 31 октября Погба принял участие в своём 100-м матче в Серии А. 11 января 2016 года Поль был включён в состав «сборной года» по версии FIFPro. По сравнению с предыдущими годами в составе «Ювентуса» Погба стал больше времени уделять созидательным действиям и больше работать с мячом, сыграв ключевую роль в завоевании чемпионского титула «старой синьорой». Погба отличился восьмью забитыми мячами в Серии А, а также заработал звание лучшего ассистента чемпионата Италии (наряду с Миралемом Пьяничем, выступающим за «Рому»; оба игрока имели в своём активе 12 голевых передач).

### «Манчестер Юнайтед» (2016—2022)
7 августа 2016 года официальный сайт «Манчестер Юнайтед» сообщил, что Поль Погба получил разрешение пройти медицинское обследование в клубе для завершения его трансфера из «Ювентуса». Два дня спустя было объявлено, что Погба подписал с «Манчестер Юнайтед» пятилетний контракт. Сумма трансфера составила 105 млн евро (89 млн фунтов стерлингов), что являлось на тот момент мировым рекордом. Обозреватели отметили, что ключевую роль в осуществлении трансфера сыграл агент Погба Мино Райола, который ранее в то же трансферное окно способствовал переходу в «Манчестер Юнайтед» Генриха Мхитаряна и Златана Ибрагимовича. По информации La Gazzetta dello Sport из 105 млн евро, заплаченных «Манчестер Юнайтед», «Ювентус» получит лишь около 78 млн евро, а 25 млн получит Мино Райола в качестве агентского вознаграждения.
19 августа 2016 года Погба сыграл свой первый после возвращения в «Юнайтед» матч. Это была игра второго тура Премьер-лиги против «Саутгемптона» на «Олд Траффорд». Поль провёл на Поле все 90 минут, по итогам матча став лидером своей команды по количеству касаний мяча и передач. «Юнайтед» одержал в этой игре победу со счётом 2:0. 24 сентября 2016 года забил свой первый мяч за «Юнайтед» в матче Премьер-лиги против действующего чемпиона «Лестер Сити», замкнув головой подачу с углового Дейли Блинда. По результатам сезона помог команде выиграть Кубок Футбольной лиги и Лигу Европы. В Лиге Европы Погба выходил в стартовом составе «Юнайтед» во всех 15 матчах сезона 2016/17, забив три мяча, включая гол в финальном матче против «Аякса», который завершился со счётом 2:0 в пользу «красных дьяволов». 25 августа 2017 года на церемонии в Монако Поль Погба был объявлен обладателем награды «Игрок сезона Лиги Европы УЕФА 2016/17». Всего в сезоне 2016/17 Погба провёл за «Юнайтед» 51 матч и забил 9 мячей.

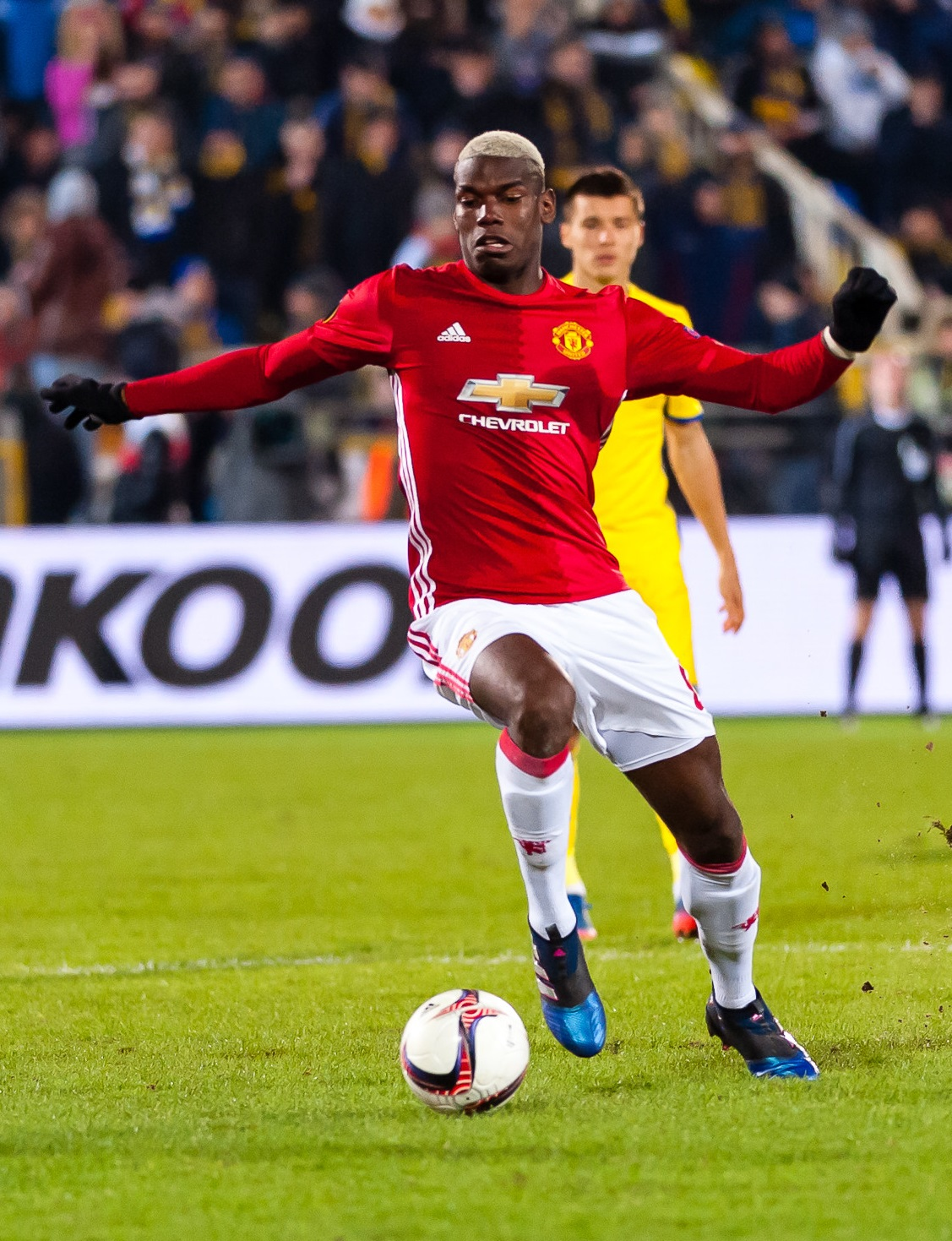
Погба в матче против «Ростова» в марте 2017 года

13 августа 2017 года Погба забил гол в первом туре Премьер-лиги сезона 2017/18 в ворота «Вест Хэм Юнайтед». 12 сентября в матче группового этапа Лиги чемпионов против «Базеля» француз получил травму левого подколенного сухожилия, из-за чего пропустил два месяца. Он вернулся на поле 18 ноября в матче против «Ньюкасла», сразу же отличившись забитым мячом с передачи Маркуса Рашфорда. В первом матче 2018 года (против «Эвертона») Погба отдал две голевые передачи, благодаря которым «Юнайтед» одержал победу со счётом 2:0, а сам Поль был признан «игроком матча». 6 апреля 2018 года, за день до манчестерского дерби, главный тренер «Манчестер Сити» Пеп Гвардиола заявил, Мино Райола (агент Поля Погба), предлагал ему купить Погба и Мхитаряна в свою команду. Райола опроверг эти заявления Гвардиолы. 7 апреля Погба забил два мяча в ворота «Манчестер Сити», после чего «Юнайтед» выиграл матч со счётом 3:2, уступая по его ходу со счётом 0:2.
Начало нового сезона как для Погба, так и для «Манчестер Юнайтед» в целом выдалось неудачным, несмотря на то, что француз сумел отличиться забитыми голами в двух первых турах Премьер-лиги. Результаты «красных дьяволов» не отличались стабильностью, а у Погба начался открытый конфликт с главным тренером команды Жозе Моуринью, что привело к появлению слухов о возможном уходе полузащитника из клуба. К тому моменту уровень игры Поля и его отношение к игре регулярно подвергался критике со стороны экспертов. После увольнения Моуринью и назначения исполняющим обязанности главного тренера Уле Гуннара Сульшера игра команды в целом и Погба в особенности заметно улучшились: в первых восьми матчах под руководством норвежца «Юнайтед» одержал восемь побед, а Погба стал одним из лидеров команды, регулярно забивая мячи и отдавая голевые передачи.
1 июня 2022 года «Манчестер Юнайтед» объявил о том, что Погба покинет клуб 30 июня в качестве свободного агента.

### «Ювентус» (2022—2024)
11 июля 2022 года вновь стал игроком «Ювентуса», подписав с клубом четырёхлетний контракт. На предсезонном турне по США получил травму латерального мениска в колене, из-за которой может пропустить от 1 до 2 месяцев. В итоге травма оказалась серьёзнее, чем ожидалась, Погба пропустил чемпионат мира в Катаре в конце 2022 года.
29 февраля 2024 года получил дисквалификацию на четыре года за употребление допинга. Дисквалификация началась 11 сентября 2023 года, когда Погба впервые (изначально — временно) был отстранён от участия в официальных соревнованиях. 7 октября того же года срок был сокращён до 18 месяцев, тем самым Погба получит право участвовать в соревнованиях уже 11 марта 2025 года.
15 ноября 2024 года «Ювентус» объявил о расторжении контракта с Погба по обоюдному согласию сторон. Согласно заявлению, контракт прекращает своё действие с 30 ноября 2024 года.

### «Монако»
28 июня 2025 года Погба на правах свободного агента подписал контракт с «Монако» до 30 июня 2027 года.

## Карьера в сборной
На международной арене Погба представлял сборную Франции на всех её уровнях, начиная со сборной Франции до 16 лет и до сборной до 20 лет. В составе сборной Франции до 19 лет он был капитаном на юношеском чемпионате Европы 2012 года, проходившем в Эстонии, заняв на турнире 3-е место и забив 2 мяча в 4 сыгранных матчах чемпионата. 22 марта 2013 года Погба дебютировал в составе сборной Франции в отборочном матче чемпионата мира по футболу 2014 года против сборной Грузии. Он провёл на поле все 90 минут матча, в котором Франция одержала победу со счётом 3:1. В следующем отборочном матче чемпионата мира против сборной Испании Погба получил две жёлтые карточки за неспортивное поведение на 76-й и 78-й минутах соответственно, после чего он был удалён с поля. 10 сентября 2013 года Поль забил свой первый гол за национальную сборную в матче против сборной Беларуси, в котором Франция одержала победу со счётом 4:2
6 июня 2014 года Погба был включён в заявку сборной Франции на чемпионат мира 2014 года в Бразилии. 15 июня в матче группового этапа против сборной Гондураса Уилсон Паласиос сфолил на Погба в своей штрафной, получив вторую жёлтую карточку и заработав удаление. В ворота гондурассцев был назначен пенальти, который реализовал Каримом Бензема. Во втором матче группового этапа против Швейцарии Погба вышел на замену на 63-й минуте, а уже через четыре минуты отдал голевую передачу на Бензема; Франция в итоге одержала победу со счётом 5:2. 30 июня в матче против сборной Нигерии Погба отличился забитым мячом, который стал для него первым на турнире, а также был признан «игрока матча». 13 июля 2014 года Погба был признан лучшим молодым футболистом турнира.
В мае 2016 года Погба был вызван Дидье Дешамом на предстоящий чемпионат Европы, который проходил во Франции. После первого матча французов на турнире против Румынии игру Погба подвергли критике. Во втором матче сборной Франции против сборной Албании игрок остался на скамейке запасных, появившись на поле лишь во втором тайме. В четвертьфинальном матче против сборной Исландии 3 июля на «Стад де Франс» Погба сыграл в новой тактической роли: он располагался чуть ближе к атаке и создавал больше моментов для своих партнёров, сыграв значительную роль в победе сборной Франции и демонстрируя в течение всего матча хороший уровень игры. Также он забил один мяч в этой встрече с передачи Антуана Гризманна. В матче 1/2 финала против сборной Германии четыре дня спустя Погба сыграл на позиции опорного полузащитника в паре с Блезом Матюиди в схеме 4-2-3-1, но после выхода на поле Н’Голо Канте во втором тайме Поль стал действовать в более атакующей роли, то дало ему больше тактической свободы. Он сделал пас на Антуана Гризманна в том матче, который завершился голом, однако результативный пас не был засчитан на Погба, так как мяч на ногу Гризманну отскочил от Мануэля Нойера. Эта победа позволила французской сборной одержать победу над действующими чемпионами мира и выйти в финал турнира, где они потерпели поражение от сборной Португалии со счётом 1:0.

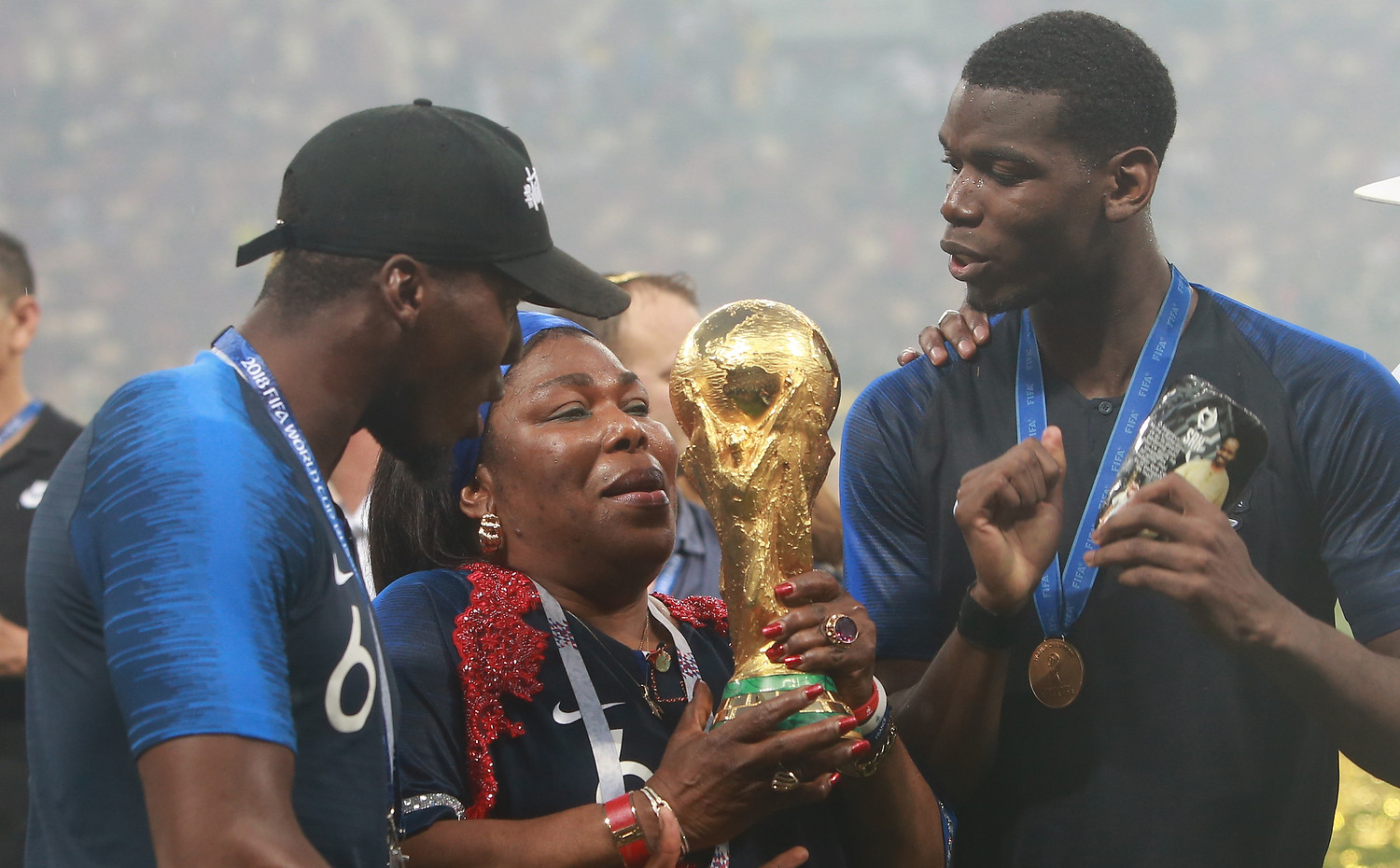
Поль (справа), его брат Флорентен и их мать держат в руках Кубок мира

В мае 2018 года Погба был включён в состав сборной на чемпионат мира 2018 года в России. 16 июня в матче группового этапа против сборной Австралии после удара Погба на последних минутах французы одержали победу со счётом 2:1. Изначально автором гола записали Погба, но затем ФИФА установила, что это был автогол Азиза Бехича. На 59-й минуте финального матча турнира против сборной Хорватии Погба забил третий гол французской сборной: изначальный удар Поля был заблокирован, но со второй попытки он отправил мяч в сетку ворот соперника. Франция выиграла турнир, обыграв Хорватию в финале со счётом 4:2.

## Стиль игры
В основном играет на позиции центрального полузащитника, хотя также способен занимать позиции опорного или атакующего полузащитника, Погба был описан «Манчестер Юнайтед» при его переходе из «Ювентуса» как «мощный, творческий игрок, склонный к исполнению эффектных трюков». Во время своей игры в Италии он получил несколько прозвищ. «Il Polpo Paul» (Осьминог Поль) — из-за своих длинных ног, которые выглядят как щупальца во время бега или обводки соперников. «PogBoom» — из-за его взрывного стиля игры, мощного удара и выделяемой энергии на поле. Высокий, быстрый, трудолюбивый и физически сильный игрок, способный выиграть борьбу в воздухе. Обладает большой выносливостью, хорошей техникой и навыками дриблинга. Из-за его позиции на поле и стиля игры, многие люди сравнивают Погба с легендарным французским игроком Патриком Виейра.
Во время своего последнего сезона в «Ювентусе» Погба был использован в более творческой роли в полузащите, которая позволяла ему больше работать с мячом и использовать свой дриблинг и технику, а также играть на позиции плеймейкера из-за его качественного видения поля и великолепной культуры паса. После ухода Погба из «Ювентуса» в 2016 году, его бывший партнёр по команде Джанлуиджи Буффон высоко оценил работоспособность француза, его лидерские качества, отношение к игре, как на поле, так и на тренировках, заявив, что он «потрясающий воин, обладающий большим талантом».

## Статистика выступлений
| Клуб                         | Сезон                        | Лига | Лига | Кубок страны | Кубок страны | Кубок лиги | Кубок лиги | Еврокубки | Еврокубки | Прочие | Прочие | Итого | Итого |
| Клуб                         | Сезон                        | Игры | Голы | Игры         | Голы         | Игры       | Голы       | Игры      | Голы      | Игры   | Голы   | Игры  | Голы  |
| ---------------------------- | ---------------------------- | ---- | ---- | ------------ | ------------ | ---------- | ---------- | --------- | --------- | ------ | ------ | ----- | ----- |
| Манчестер Юнайтед            | 2011/12                      | 3    | 0    | 0            | 0            | 3          | 0          | 1         | 0         | 0      | 0      | 7     | 0     |
| Манчестер Юнайтед            | Итого                        | 3    | 0    | 0            | 0            | 3          | 0          | 1         | 0         | 0      | 0      | 7     | 0     |
| Ювентус                      | 2012/13                      | 27   | 5    | 2            | 0            | −          | −          | 8         | 0         | −      | −      | 37    | 5     |
| Ювентус                      | 2013/14                      | 36   | 7    | 0            | 0            | −          | −          | 14        | 1         | 1      | 1      | 51    | 9     |
| Ювентус                      | 2014/15                      | 26   | 8    | 4            | 1            | −          | −          | 10        | 1         | 1      | 0      | 41    | 10    |
| Ювентус                      | 2015/16                      | 35   | 8    | 5            | 1            | −          | −          | 8         | 1         | 1      | 0      | 49    | 10    |
| Ювентус                      | Итого                        | 124  | 28   | 11           | 2            | −          | −          | 40        | 3         | 3      | 1      | 178   | 34    |
| Манчестер Юнайтед            | 2016/17                      | 30   | 5    | 2            | 0            | 4          | 1          | 15        | 3         | 0      | 0      | 51    | 9     |
| Манчестер Юнайтед            | 2017/18                      | 27   | 6    | 3            | 0            | 1          | 0          | 5         | 0         | 1      | 0      | 37    | 6     |
| Манчестер Юнайтед            | 2018/19                      | 35   | 13   | 3            | 1            | 0          | 0          | 9         | 2         | 0      | 0      | 47    | 16    |
| Манчестер Юнайтед            | 2019/20                      | 16   | 1    | 2            | 0            | 1          | 0          | 3         | 0         | 0      | 0      | 22    | 1     |
| Манчестер Юнайтед            | 2020/21                      | 26   | 3    | 2            | 0            | 3          | 1          | 11        | 2         | 0      | 0      | 42    | 6     |
| Манчестер Юнайтед            | 2021/22                      | 20   | 1    | 1            | 0            | 0          | 0          | 6         | 0         | 0      | 0      | 27    | 1     |
| Манчестер Юнайтед            | Итого                        | 154  | 29   | 13           | 1            | 9          | 2          | 49        | 7         | 1      | 0      | 226   | 39    |
| Всего за «Манчестер Юнайтед» | Всего за «Манчестер Юнайтед» | 157  | 29   | 13           | 1            | 12         | 2          | 50        | 7         | 1      | 0      | 233   | 39    |
| Ювентус                      | 2022/23                      | 6    | 0    | 1            | 0            | -          | -          | 3         | 0         | 0      | 0      | 10    | 0     |
| Ювентус                      | 2023/24                      | 2    | 0    | 0            | 0            | -          | -          | -         | -         | 0      | 0      | 2     | 0     |
| Ювентус                      | Итого                        | 8    | 0    | 1            | 0            | -          | -          | 3         | 0         | 0      | 0      | 12    | 0     |
| Всего за «Ювентус»           | Всего за «Ювентус»           | 132  | 28   | 12           | 2            | -          | -          | 43        | 3         | 3      | 1      | 190   | 34    |
| Всего за карьеру             | Всего за карьеру             | 289  | 57   | 25           | 3            | 12         | 2          | 93        | 10        | 4      | 1      | 423   | 73    |

### Список матчей за сборную
| Матчи и голы Поля Погба за национальную сборную Франции | Матчи и голы Поля Погба за национальную сборную Франции | Матчи и голы Поля Погба за национальную сборную Франции | Матчи и голы Поля Погба за национальную сборную Франции | Матчи и голы Поля Погба за национальную сборную Франции | Матчи и голы Поля Погба за национальную сборную Франции | Матчи и голы Поля Погба за национальную сборную Франции | Матчи и голы Поля Погба за национальную сборную Франции |
| №                                                       | Дата                                                    | Место проведения                                        | Соперник                                                | Счёт                                                    | Голы Погба                                              | Карточки                                                | Соревнование                                            |
| ------------------------------------------------------- | ------------------------------------------------------- | ------------------------------------------------------- | ------------------------------------------------------- | ------------------------------------------------------- | ------------------------------------------------------- | ------------------------------------------------------- | ------------------------------------------------------- |
| 1                                                       | 22 марта 2013                                           | Стад де Франс, Сен-Дени                                 | Грузия                                                  | 3:1                                                     |                                                         |                                                         | Отборочные матчи ЧМ-2014                                |
| 2                                                       | 26 марта 2013                                           | Стад де Франс, Сен-Дени                                 | Испания                                                 | 0:1                                                     |                                                         | 77' 78'                                                 | Отборочные матчи ЧМ-2014                                |
| 3                                                       | 10 сентября 2013                                        | Центральный, Гомель                                     | Беларусь                                                | 4:2                                                     | 73′                                                     |                                                         | Отборочные матчи ЧМ-2014                                |
| 4                                                       | 11 октября 2013                                         | Парк де Пренс, Париж                                    | Австралия                                               | 6:0                                                     |                                                         |                                                         | Товарищеский матч                                       |
| 5                                                       | 15 октября 2013                                         | Стад де Франс, Сен-Дени                                 | Финляндия                                               | 3:0                                                     |                                                         |                                                         | Отборочные матчи ЧМ-2014                                |
| 6                                                       | 15 ноября 2013                                          | Олимпийский, Киев                                       | Украина                                                 | 0:2                                                     |                                                         |                                                         | Отборочные матчи ЧМ-2014                                |
| 7                                                       | 19 ноября 2013                                          | Стад де Франс, Сен-Дени                                 | Украина                                                 | 3:0                                                     |                                                         |                                                         | Отборочные матчи ЧМ-2014                                |
| 8                                                       | 5 марта 2014                                            | Стад де Франс, Сен-Дени                                 | Нидерланды                                              | 2:0                                                     |                                                         |                                                         | Товарищеский матч                                       |
| 9                                                       | 27 мая 2014                                             | Стад де Франс, Сен-Дени                                 | Норвегия                                                | 4:0                                                     | 15′                                                     |                                                         | Товарищеский матч                                       |
| 10                                                      | 1 июня 2014                                             | Альянц Ривьера, Ницца                                   | Парагвай                                                | 1:1                                                     |                                                         | 88'                                                     | Товарищеский матч                                       |
| 11                                                      | 8 июня 2014                                             | Пьер Моруа, Вильнёв-д’Аск                               | Ямайка                                                  | 8:0                                                     |                                                         |                                                         | Товарищеский матч                                       |
| 12                                                      | 15 июня 2014                                            | Бейра-Рио, Порту-Алегри                                 | Гондурас                                                | 3:0                                                     |                                                         | 28'                                                     | ЧМ-2014. Групповой этап                                 |
| 13                                                      | 20 июня 2014                                            | Фонте-Нова, Салвадор                                    | Швейцария                                               | 5:2                                                     |                                                         |                                                         | ЧМ-2014. Групповой этап                                 |
| 14                                                      | 25 июня 2014                                            | Маракана, Рио-де-Жанейро                                | Эквадор                                                 | 0:0                                                     |                                                         |                                                         | ЧМ-2014. Групповой этап                                 |
| 15                                                      | 30 июня 2014                                            | Национальный стадион, Бразилиа                          | Нигерия                                                 | 2:0                                                     | 79′                                                     |                                                         | ЧМ-2014. 1/8 финала                                     |
| 16                                                      | 4 июля 2014                                             | Маракана, Рио-де-Жанейро                                | Германия                                                | 0:1                                                     |                                                         |                                                         | ЧМ-2014. 1/4 финала                                     |
| 17                                                      | 4 сентября 2014                                         | Стад де Франс, Сен-Дени                                 | Испания                                                 | 1:0                                                     |                                                         |                                                         | Товарищеский матч                                       |
| 18                                                      | 7 сентября 2014                                         | Райко Митич, Белград                                    | Сербия                                                  | 1:1                                                     | 13′                                                     | 72'                                                     | Товарищеский матч                                       |
| 19                                                      | 11 октября 2014                                         | Стад де Франс, Сен-Дени                                 | Португалия                                              | 2:1                                                     | 69′                                                     |                                                         | Товарищеский матч                                       |
| 20                                                      | 14 октября 2014                                         | Республиканский стадион, Ереван                         | Армения                                                 | 3:0                                                     |                                                         |                                                         | Товарищеский матч                                       |
| 21                                                      | 14 ноября 2014                                          | Рут де Лорьян, Ренн                                     | Албания                                                 | 1:1                                                     |                                                         |                                                         | Товарищеский матч                                       |
| 22                                                      | 18 ноября 2014                                          | Велодром, Марсель                                       | Швеция                                                  | 1:0                                                     |                                                         |                                                         | Товарищеский матч                                       |
| 23                                                      | 13 июня 2015                                            | Эльбасан Арена, Эльбасан                                | Албания                                                 | 0:1                                                     |                                                         |                                                         | Товарищеский матч                                       |
| 24                                                      | 4 сентября 2015                                         | Жозе Алваладе, Лиссабон                                 | Португалия                                              | 0:1                                                     |                                                         |                                                         | Товарищеский матч                                       |
| 25                                                      | 7 сентября 2015                                         | Матмют Атлантик, Бордо                                  | Сербия                                                  | 2:1                                                     |                                                         |                                                         | Товарищеский матч                                       |
| 26                                                      | 13 ноября 2015                                          | Стад де Франс, Сен-Дени                                 | Германия                                                | 2:0                                                     |                                                         |                                                         | Товарищеский матч                                       |
| 27                                                      | 17 ноября 2015                                          | Уэмбли, Лондон                                          | Англия                                                  | 0:2                                                     |                                                         |                                                         | Товарищеский матч                                       |
| 28                                                      | 25 марта 2016                                           | Амстердам-Арена, Амстердам                              | Нидерланды                                              | 3:2                                                     |                                                         |                                                         | Товарищеский матч                                       |
| 29                                                      | 29 марта 2016                                           | Стад де Франс, Сен-Дени                                 | Россия                                                  | 4:2                                                     |                                                         |                                                         | Товарищеский матч                                       |
| 30                                                      | 30 мая 2016                                             | Божуар, Нант                                            | Камерун                                                 | 3:2                                                     |                                                         |                                                         | Товарищеский матч                                       |
| 31                                                      | 4 июня 2016                                             | Сен-Симфорьен, Мец                                      | Шотландия                                               | 3:0                                                     |                                                         |                                                         | Товарищеский матч                                       |
| 32                                                      | 10 июня 2016                                            | Стад де Франс, Сен-Дени                                 | Румыния                                                 | 2:1                                                     |                                                         |                                                         | ЧЕ-2016. Групповой этап                                 |
| 33                                                      | 15 июня 2016                                            | Велодром, Марсель                                       | Албания                                                 | 2:0                                                     |                                                         |                                                         | ЧЕ-2016. Групповой этап                                 |
| 34                                                      | 19 июня 2016                                            | Пьер Моруа, Вильнёв-д’Аск                               | Швейцария                                               | 0:0                                                     |                                                         |                                                         | ЧЕ-2016. Групповой этап                                 |
| 35                                                      | 26 июня 2016                                            | Парк Олимпик Лионне, Лион                               | Ирландия                                                | 2:1                                                     |                                                         |                                                         | ЧЕ-2016. 1/8 финала                                     |
| 36                                                      | 3 июля 2016                                             | Стад де Франс, Сен-Дени                                 | Исландия                                                | 5:2                                                     | 20′                                                     |                                                         | ЧЕ-2016. 1/4 финала                                     |
| 37                                                      | 7 июля 2016                                             | Велодром, Марсель                                       | Германия                                                | 2:0                                                     |                                                         |                                                         | ЧЕ-2016. 1/2 финала                                     |
| 38                                                      | 10 июля 2016                                            | Стад де Франс, Сен-Дени                                 | Португалия                                              | 0:1                                                     |                                                         | 115'                                                    | ЧЕ-2016. Финал                                          |
| 39                                                      | 1 сентября 2016                                         | Сан-Никола, Бари                                        | Италия                                                  | 3:1                                                     |                                                         |                                                         | Товарищеский матч                                       |
| 40                                                      | 6 сентября 2016                                         | Борисов-Арена, Борисов                                  | Беларусь                                                | 0:0                                                     |                                                         |                                                         | Отборочные матчи ЧМ-2018                                |
| 41                                                      | 7 октября 2016                                          | Стад де Франс, Сен-Дени                                 | Болгария                                                | 4:1                                                     |                                                         |                                                         | Отборочные матчи ЧМ-2018                                |
| 42                                                      | 10 октября 2016                                         | Амстердам-Арена, Амстердам                              | Нидерланды                                              | 1:0                                                     | 30′                                                     | 78'                                                     | Отборочные матчи ЧМ-2018                                |
| 43                                                      | 11 ноября 2016                                          | Стад де Франс, Сен-Дени                                 | Швеция                                                  | 2:1                                                     | 58′                                                     | 90'                                                     | Отборочные матчи ЧМ-2018                                |
| 44                                                      | 15 ноября 2016                                          | Боллар-Делелис, Ланс                                    | Кот-д’Ивуар                                             | 0:0                                                     |                                                         |                                                         | Товарищеский матч                                       |
| 45                                                      | 2 июня 2017                                             | Роазон Парк, Ренн                                       | Парагвай                                                | 5:0                                                     |                                                         |                                                         | Товарищеский матч                                       |
| 46                                                      | 9 июня 2017                                             | Френдс Арена, Стокгольм                                 | Швеция                                                  | 1:2                                                     |                                                         | 65'                                                     | Отборочные матчи ЧМ-2018                                |
| 47                                                      | 13 июня 2017                                            | Стад де Франс, Сен-Дени                                 | Англия                                                  | 3:2                                                     |                                                         |                                                         | Товарищеский матч                                       |
| 48                                                      | 31 августа 2017                                         | Стад де Франс, Сен-Дени                                 | Нидерланды                                              | 4:0                                                     |                                                         |                                                         | Отборочные матчи ЧМ-2018                                |
| 49                                                      | 3 сентября 2017                                         | Стадион Тулузы, Тулуза                                  | Люксембург                                              | 0:0                                                     |                                                         | 80'                                                     | Отборочные матчи ЧМ-2018                                |
| 50                                                      | 23 марта 2018                                           | Стад де Франс, Сен-Дени                                 | Колумбия                                                | 2:3                                                     |                                                         |                                                         | Товарищеский матч                                       |
| 51                                                      | 27 марта 2018                                           | Санкт-Петербург (стадион), Санкт-Петербург              | Россия                                                  | 3:1                                                     | 49′                                                     |                                                         | Товарищеский матч                                       |
| 52                                                      | 28 мая 2018                                             | Стад де Франс, Сен-Дени                                 | Ирландия                                                | 2:0                                                     |                                                         |                                                         | Товарищеский матч                                       |
| 53                                                      | 1 июня 2018                                             | Альянц Ривьера, Ницца                                   | Италия                                                  | 3:1                                                     |                                                         |                                                         | Товарищеский матч                                       |
| 54                                                      | 9 июня 2018                                             | Парк Олимпик Лионне, Десин-Шарпьё                       | США                                                     | 1:1                                                     |                                                         |                                                         | Товарищеский матч                                       |
| 55                                                      | 16 июня 2018                                            | Казань Арена, Казань                                    | Австралия                                               | 2:1                                                     |                                                         |                                                         | ЧМ-2018. Групповой этап                                 |
| 56                                                      | 21 июня 2018                                            | Екатеринбург Арена, Екатеринбург                        | Перу                                                    | 1:0                                                     |                                                         | 86'                                                     | ЧМ-2018. Групповой этап                                 |
| 57                                                      | 30 июня 2018                                            | Казань Арена, Казань                                    | Аргентина                                               | 4:3                                                     |                                                         |                                                         | ЧМ-2018. 1/8 финала                                     |
| 58                                                      | 6 июля 2018                                             | Стадион Нижний Новгород, Нижний Новгород                | Уругвай                                                 | 2:0                                                     |                                                         |                                                         | ЧМ-2018. 1/4 финала                                     |
| 59                                                      | 10 июля 2018                                            | Стадион Санкт-Петербург, Санкт-Петербург                | Бельгия                                                 | 1:0                                                     |                                                         |                                                         | ЧМ-2018. 1/2 финала                                     |
| 60                                                      | 15 июля 2018                                            | Лужники, Москва                                         | Хорватия                                                | 4:2                                                     | 59′                                                     |                                                         | ЧМ-2018. Финал                                          |
| 61                                                      | 6 сентября 2018                                         | Альянц Арена, Мюнхен                                    | Германия                                                | 0:0                                                     |                                                         |                                                         | Лига Наций (А)                                          |
| 62                                                      | 9 сентября 2018                                         | Стад де Франс, Сен-Дени                                 | Нидерланды                                              | 2:1                                                     |                                                         |                                                         | Лига Наций (А)                                          |
| 63                                                      | 11 октября 2018                                         | Стад де Рудуру, Генган                                  | Исландия                                                | 2:2                                                     |                                                         |                                                         | Товарищеский матч                                       |
| 64                                                      | 16 октября 2018                                         | Стад де Франс, Сен-Дени                                 | Германия                                                | 2:1                                                     |                                                         |                                                         | Лига Наций (А)                                          |
| 65                                                      | 22 марта 2019                                           | Зимбру, Кишинёв                                         | Молдова                                                 | 4:1                                                     |                                                         |                                                         | Отборочные матчи ЧЕ-2020                                |
| 66                                                      | 25 марта 2019                                           | Стад де Франс, Сен-Дени                                 | Исландия                                                | 4:0                                                     |                                                         |                                                         | Отборочные матчи ЧЕ-2020                                |
| 67                                                      | 2 июня 2019                                             | Божуар, Нант                                            | Боливия                                                 | 2:0                                                     |                                                         |                                                         | Товарищеский матч                                       |
| 68                                                      | 8 июня 2019                                             | Торку Арена, Конья                                      | Турция                                                  | 0:2                                                     |                                                         |                                                         | Отборочные матчи ЧЕ-2020                                |
| 69                                                      | 11 июня 2019                                            | Эстади Насьональ, Андорра-ла-Велья                      | Андорра                                                 | 4:0                                                     |                                                         | 81'                                                     | Отборочные матчи ЧЕ-2020                                |

Итого: 69 матчей, 10 голов; 48 побед, 11 ничьих, 10 поражений.

## Достижения

### Командные
«Манчестер Юнайтед»
- Обладатель Молодёжного кубка Англии: 2010/11
- Обладатель Кубка Английской футбольной лиги: 2016/17
- Победитель Лиги Европы УЕФА: 2016/17

«Ювентус»
- Чемпион Италии (4): 2012/13, 2013/14, 2014/15, 2015/16
- Обладатель Кубка Италии (2): 2014/15, 2015/16
- Обладатель Суперкубка Италии (3): 2012, 2013, 2015
- Финалист Лиги чемпионов УЕФА: 2014/15

Сборная Франции
- Победитель чемпионата мира среди молодёжных команд: 2013
- Чемпион мира: 2018
- Вице-чемпион Европы: 2016
- Победитель Лиги наций УЕФА: 2020/21

### Личные
- Лучший игрок чемпионата мира (до 20 лет): 2013
- Обладатель премии Golden Boy: 2013
- Лучший молодой игрок чемпионата мира: 2014
- Входит в состав символической сборной года Серии А (2): 2014, 2015
- Обладатель трофея «Браво»: 2014
- Второй игрок Европы по версии французского журнала Onze Mondial: 2015
- Входит в состав символической сборной сезона УЕФА: 2015
- Член сборной FIFPro: 2015
- Входит в символическую сборную сезона по версии European Sports Media (2): 2015/16, 2018/19
- Лучший игрок Лиги Европы УЕФА: 2017[128]
- Входит в состав символической сборной года Лиги Европы УЕФА (2): 2016/17[129], 2020/21[130]
- Команда года по версии ПФА: 2018/19
- Кавалер ордена Почётного легиона: 2018[131]

## Личная жизнь
Погба родился в семье гвинейцев в Ланьи-сюр-Марн, коммуне в восточном пригороде Парижа. Также у Поля есть два старших брата-близнеца, оба футболисты — Флорентен и Матиас. Оба брата выступали за сборную Гвинеи.
По вероисповеданию — мусульманин.